# Campanule de Baumgart
Campanula baumgartenii
Espèce
Classification phylogénétique
La campanule de Baumgart (Campanula baumgartenii) est une espèce des lisières, endémique des Vosges du Nord et du Palatinat.